# Ugo Giavitto
Ugo Giavitto (Tarcento, 13 agosto 1920 – Mali Topojanit, 2 gennaio 1941) è stato un militare italiano distintosi nella seconda guerra mondiale.
Medaglia d'oro al valor militare alla memoria, gli è dedicata la caserma omonima nella sua città natale Tarcento, già sede del 28º Reggimento artiglieria da campagna semovente "Livorno".
Arruolatosi volontario negli alpini, fu promosso sergente nel marzo 1939. Nell'ottobre successivo fu trasferito al battaglione "Val Tagliamento", che fu dapprima inviato in Albania e poi coinvolto nei combattimenti sul fronte greco-albanese. Cadde alla testa della 278ª compagnia sul massiccio del Mali Topojanit, dopo essere rimasto il più alto in grado e aver preso il comando del suo reparto.

Gli venne così conferita la Medaglia d'oro al valor militare alla memoria.

## Onorificenze
Nel 1941 fu insignito della Medaglia d'oro al valor militare alla memoria, con la seguente motivazione: